# Пишкоревці
45°15′ пн. ш. 18°23′ сх. д. / 45.25° пн. ш. 18.39° сх. д.
Пишкоревці (хорв. Piškorevci) — населений пункт у Хорватії, в Осієцько-Баранській жупанії у складі міста Джаково.

## Населення
Населення за даними перепису 2011 року становило 1907 осіб.
Динаміка чисельності населення поселення:

## Клімат
Середня річна температура становить 11,10 °C, середня максимальна – 25,44 °C, а середня мінімальна – -6,14 °C. Середня річна кількість опадів – 717 мм.
| Клімат поселення                              | Клімат поселення | Клімат поселення | Клімат поселення | Клімат поселення | Клімат поселення | Клімат поселення | Клімат поселення | Клімат поселення | Клімат поселення | Клімат поселення | Клімат поселення | Клімат поселення | Клімат поселення |
| Показник                                      | Січ.             | Лют.             | Бер.             | Квіт.            | Трав.            | Черв.            | Лип.             | Серп.            | Вер.             | Жовт.            | Лист.            | Груд.            |                  |
| Середній максимум, °C                         | 5,86             | 8,19             | 12,77            | 17,33            | 22,35            | 25,44            | 25,32            | 25,00            | 21,04            | 15,52            | 9,50             | 5,50             |                  |
| Середня температура, °C                       | −0,15            | 2,20             | 6,79             | 11,32            | 16,34            | 19,40            | 21,22            | 20,90            | 16,95            | 11,42            | 5,40             | 1,40             |                  |
| Середній мінімум, °C                          | −6,14            | −3,82            | 0,75             | 5,32             | 10,34            | 13,42            | 17,14            | 16,82            | 12,86            | 7,32             | 1,32             | −2,7             |                  |
| Норма опадів, мм                              | 46               | 44               | 44               | 54               | 65               | 92               | 67               | 63               | 52               | 63               | 70               | 57               |                  |
| Середньомісячна швидкість вітру, м/с          | 2.00             | 2.26             | 2.57             | 2.47             | 2.20             | 2.00             | 2.00             | 1.80             | 1.80             | 1.90             | 2.00             | 2.05             |                  |
| Середньомісячна сонячна радіація, кДж/м²·день | 4318             | 6985             | 10963            | 15422            | 19303            | 21296            | 22198            | 20390            | 15062            | 9369             | 4897             | 3638             |                  |
| --------------------------------------------- | ---------------- | ---------------- | ---------------- | ---------------- | ---------------- | ---------------- | ---------------- | ---------------- | ---------------- | ---------------- | ---------------- | ---------------- | ---------------- |
| Джерело:                                      |                  |                  |                  |                  |                  |                  |                  |                  |                  |                  |                  |                  |                  |